# Ichneumon phaeostigmus
Ichneumon phaeostigmus là một loài tò vò trong họ Ichneumonidae.